# Masahiro Hasemi
 Masahiro Hasemi, född 13 november 1945 i Tokyo, är en japansk racerförare.

## Racingkarriär
Hasemi var en framgångsrik sportvagnsracing- och Formel Pacific-förare. Han fick köra ett lopp i formel 1 för Kojima i Japan 1976, där han satte det snabbaste varvet men bara slutade på elfte plats.
1980 tog han storslam genom att vinna de fyra stora japanska racingmästerskapen,  bland annat i formel 2. Hasemi var sedan med i Nissans sportsvagnsteam och vann Daytona 24-timmars 1992.
Hasemi slutade tävla 2001 och startade istället racingstallet Hasemi Motorsport.

## F1-karriär
| Säsong | Stall/Tillverkare | Poäng | Placering |
| ------ | ----------------- | ----- | --------- |
| 1976   | Kojima-Ford       | 0     | –         |